# 馬哈麻特額敏
馬哈麻特額敏（Muhammad Amin，？—1692年？），全名阿奔木·匝法爾·蘇耳覃·馬哈麻特·額敏·巴哈篤爾漢，博爾濟吉特氏，蒙古察合台後王，土魯番巴巴汗的次子，葉爾羌汗國末期可汗，自稱土魯番汗，約1682年至1692年間在位。額敏在位時期，伊斯蘭教白山派和卓家族的勢力在葉爾羌汗國達到鼎盛，額敏最後也被白山派所殺。
馬哈麻特·額敏出自吐魯番的蒙古察合台王族，祖父是阿布都喇伊木，父親是統治哈密、吐魯番一帶的巴巴汗，長兄是阿卜都里什特。1658年，受其父巴巴汗之命駐守闢展，抵禦土魯番的進攻。約1678年，巴巴汗卒，其兄阿卜都里什特趕往吐魯番繼位，並得到準噶爾部噶爾丹的支持。額敏爭位不成，退走山區。1680年，額敏與阿卜都里什特一同隨噶爾丹出征葉爾羌（今莎車）。阿卜都里什特隨即被噶爾丹立為葉爾羌汗，葉爾羌成為準噶爾部的附庸（清代文獻又稱之為“回回國”）。額敏返回葉爾羌汗國東部故地，統治吐魯番一帶。康熙二十年（1681年），額敏遣使伊思喇木和者（伊斯拉木火者）進京，自稱吐魯番汗，向康熙皇帝報告現今吐魯番地方安寧，請旨裁奪吐魯番應幾年一貢。二十五年，再次入貢。
1682年，受到其妹夫、白山派宗教首領伊達雅圖勒拉（阿帕克和卓）排擠的葉爾羌汗阿卜都里什特出走，額敏隨即趕往葉爾羌，繼立為葉爾羌汗。額敏汗在位期間不甘聽命於準噶爾和妹夫伊達雅圖勒拉，與葉爾羌的阿奇木伯克馬黑沙·沙伯克合謀，企圖清洗宮廷中準噶爾的支持者。但準噶爾和白山派的勢力強大，馬黑沙·沙伯克失敗被殺。作為報復，伊達雅圖勒拉支持一個名為虎達扁迭的親準噶爾的人物，在阿克蘇糾集吉利吉思人和厄魯特蒙古人發動叛亂，向葉爾羌進軍。傳說稱，額敏汗率軍征討虎達扁迭時病死於途中，伊達雅圖勒拉施展神術使其復活。據一部宗教傳記《伊達雅圖勒拉傳》記載，額敏汗向伊達雅圖勒拉屈服並求援，於是伊達雅圖勒拉派其子雅雅和卓與額敏汗一同平定了虎達扁迭的叛亂。
康熙二十五年（1686年），額敏汗遣五祿合澤等使者五人向清朝進貢，並請求將流寓西寧一帶的回人遷至甘肅，“以便往返行走”。由於土魯番是明朝確定、清朝承認的朝貢國，葉爾羌則不知名，因此額敏仍使用土魯番汗的名義上疏。噶爾丹東侵喀爾喀部落時，額敏汗乘機出兵進攻伊犁，擒獲了一批準噶爾部落頭人。約在1692年，額敏汗與伊達雅圖勒拉矛盾再次激化，並計劃消滅白山派和卓家族。伊達雅圖勒拉命其子雅雅和卓從喀什噶爾（今喀什市）來援，與額敏汗的軍隊開戰。額敏汗的士兵紛紛倒戈，額敏汗只得率殘部退至哈爾哈里克（今葉城縣），再退到庫拉干，後被白山派擒殺。此後伊達雅圖勒拉、雅雅和卓及其白山派信眾控制了葉爾羌局勢。約1694年，額敏汗的三弟馬哈麻特木明被葉爾羌和吐魯番的伯克們擁立為葉爾羌汗，稱“阿克巴錫汗”。

## 家族
- 父：巴巴汗
- 伯父：伊思瑪業勒
- 兄：阿卜都里什特
- 妹：哈尼木·帕的沙
  - 妹夫：伊達雅圖勒拉
- 弟：馬哈麻特木明

### 徵引文獻
1. ↑  《欽定外藩蒙古回部王公表傳》哈什木列傳作“阿布勒穆·咱帕爾·蘇勒檀·瑪哈瑪特·額敏·巴圖爾哈什汗”。现代译法为阿布勒·穆薩·贾法尔·苏丹·買買提·额敏·巴圖爾汗。
2. ↑  《聖祖實錄》卷一六三康熙三十三年五月壬申、《親自平定朔漠方略》卷二八康熙三十五年八月癸巳
3. ↑  《聖祖實錄》卷九八康熙二十年十月庚寅：吐魯番阿奔木匝法爾蘇耳覃馬哈麻特額敏巴哈篤爾漢遣伊思喇木和者進貢，並疏言：“前遣使進貢，曾奉上諭：‘五年一次進貢’。臣國地方，遭逢荒亂，以故未得如期進貢。今幸安寧，遣伊思喇木和者前往進貢。但天朝建都極東，臣地居極西，以後應否照例進貢，請賜裁奪。”
4. ↑  佚名，《喀什噶爾史》
5. ↑  《聖祖實錄》卷一二八康熙二十五年十一月丙午